# جوديث مايهيو جوناس
جوديث مايهيو جوناس (بالإنجليزية: Judith Mayhew)‏ هي أكاديمية نيوزيلندية، ولدت في 1950.

## وصلات خارجية
- جوديث مايهيو جوناس على موقع إن إن دي بي (الإنجليزية)